# Bni Ahmed Cherqia
Bni Ahmed Cherqia (franska: Bni Ahmed Cherqia (CR), Bni Ahmed Cherqia (Commune Rurale), arabiska: سبع عيون (البلدية)) är en kommun i Marocko.   Den ligger i provinsen Chefchaouen och regionen Tanger-Tétouan-Al Hoceïma, i den nordöstra delen av landet, 180 km nordost om huvudstaden Rabat. Antalet invånare är 10 365.